# متنزه سونداربانس الوطني
متنزه سونداربانس الوطني هو متنزه وطني ومحمية للببور ومحمية المحيط الحيوي تقع في دلتا سونداربانس في الولاية الهندية البنغال الغربية. وتُغطى هذه المنطقة بكثافة بغابات الأيكة الساحلية وتُعد واحدة من أكبر محميات الببور البنغالية. كما أنها موطن لمجموعة متنوعة من الطيور وأنواع الزواحف واللافقاريات، بما في ذلك تماسيح المياه المالحة. وأُعلن المتنزه الوطني الحالي في سونداربانس منطقةً أساسية لمحمية سونداربانس للببور سنة 1973 ومحمية حياة البرية في سنة 1977. وفي 4 مايو سنة 1984، أعلنت متنزهاً وطنياً.

## معلومات جغرافية
تقع الحديقة الوطنية في سونداربانس بين خطي عرض 30° 24' - 30° 28' شمالاً وبين خطي طول 77° 40' - 77° 44' شرقًا في منطقة جنوب 24 برجاناس في ولاية بنغال الغربية الهندية. ومتوسط ارتفاع الحديقة عن مستوى سطح البحر هو 7.5 أمتار. وتتألف الحديقة من 54 جزيرة صغيرة وتتقاطع فيها عدة روافد لنهر الجانغ.
والحديقة الوطنية في سونداربانس هي أكبر غابة مانغروف في العالم.

## وصلات خارجية
- Sundarbans National Park نسخة محفوظة 16 يوليو 2012 على موقع واي باك مشين. India
- Official UNESCO website entry
- Project Tiger Reserves in India – Sundarbans
- IndianTiger.org Sundarbans National Park
- Indian Wildlife Tours Sundarbans National Park
- Sundarbans
- UNESCO Periodic Report